# لوئیس دایموند
لوئیس کلاین دایموند (انگلیسی: Louis Klein Diamond؛ ‏ ۱۱ مهٔ ۱۹۰۲ – ۱۴ ژوئن ۱۹۹۹) پزشک کودکان و هماتولوژیست اهل ایالات متحده آمریکا بود. وی را «پدر علم خون‌شناسی اطفال» می‌دانند.
وی دانش‌آموختهٔ رشتهٔ پزشکی در دانشکده پزشکی هاروارد بود و دکترای پزشکی خود را در سال ۱۹۲۷ دریافت نمود. وی مدتی هم در دانشگاه راکفلر از شاگردان فلورانس رینا سابین بود؛ اما سرانجام به بیمارستان کودکان بوستون رفت و کارش را زیر نظر کنث بلکفن آغاز کرد. او نخستین مرکز پژوهش خون‌شناسی کودکان را در ایالات متحده آمریکا بنیان نهاد. با تمرکز بر کم خونی‌ها، وی موفق شد تا سال ۱۹۳۰ تالاسمی را شناسایی کند، یک‌کم خونی ارثی که کودکان ایتالیایی‌تبار و یونانی‌تبار را تحت تأثیر قرار می‌دهد. لوئیس دایموند در سال ۱۹۳۲، همراه با کنث بلکفن، اریتروبلاستوز جنینی را شناسایی کرد که بعدها بیماری همولیتیک نوزادان نامیده شد، که در آن زمان یک اختلال قابل توجه در میان نوزادان بود. در سال ۱۹۳۸، دایموند و بلکفن ۴ مورد از کم‌خونی هیپوپلاستیک اریتروئیدی نوزادان را توصیف کردند که بعدها کم خونی دیاموند–بلک‌فان نام گرفت. او همچنین بیماری‌های خونی سندرم گاردنر-دیاموند و سندرم شواخمن-بودیان-دیاموند را کشف کرد. او آزمایش عامل ارهاش را با نوا آبلسون (همسر فیزیکدان آمریکایی فیلیپ آبلسون) اختراع کرد. 
دایموند در ۱۴ ژوئن ۱۹۹۹ در سن ۹۷ سالگی در خانه‌اش در لس‌آنجلس درگذشت. پسرش جرد دایموند نویسنده کتاب‌های محبوب علم به زبان ساده و استاد جغرافیا در دانشگاه کالیفرنیا، لس آنجلس است.